# Tombe de Baden-Powell
La tombe de Baden-Powell est la sépulture du lieutenant général Robert Baden-Powell, fondateur du scoutisme, et de son épouse, Olave Baden-Powell, G.B.E.. Elle se trouve à Nyeri au Kenya, près du Mont Kenya. Baden-Powell est mort le 8 janvier 1941 et est inhumé dans le cimetière St. Peter's, dans le parc naturel de Wajee.
Sa pierre tombale porte un cercle avec un point au centre, un symbole qui, placé sur un chemin, signifie « fin de piste » ou « je suis rentré à la maison ». Quand son épouse, Lady Baden-Powell, est décédée, ses cendres ont été envoyées au Kenya et inhumées à côté de son mari. Le Kenya a déclaré la tombe de Baden-Powell monument national,.
Pendant plusieurs décennies, la tombe et le cimetière ne sont pas entretenus. Un Américain, Walter Dean, adopte la tombe dans les années 1980 et se consacre à la rénovation du cimetière. Un petit édifice blanc adjacent à la tombe fait office de musée qui expose les foulards et patchs des scouts venus rendre hommage sur la tombe.

## Choix du lieu
Baden-Powell a choisi le Kenya comme dernier domicile en raison de la situation politique en Europe. Il repose la tête orientée vers le mont Kenya.